# Ourapteryx diminuta
Ourapteryx diminuta là một loài bướm đêm trong họ Geometridae.